# Критика Матери Терезы
Деятельность матери Терезы (настоящее имя — Агнеса Гондже Бояджиу, 1910—1997), регулярно подвергалась критике как при её жизни, так и посмертно. Работа римско-католической монахини и миссионерки, вкупе с практикой её ордена миссионерок милосердия и любви получили довольно неоднозначную реакцию от многих людей, правительств и организаций. К ней относят критику качества предоставляемой медицинской помощи больным, была зависима от наркотиков, утверждения о насильственном обращении в веру умирающих, а также предполагают связи с колониализмом и расизмом.

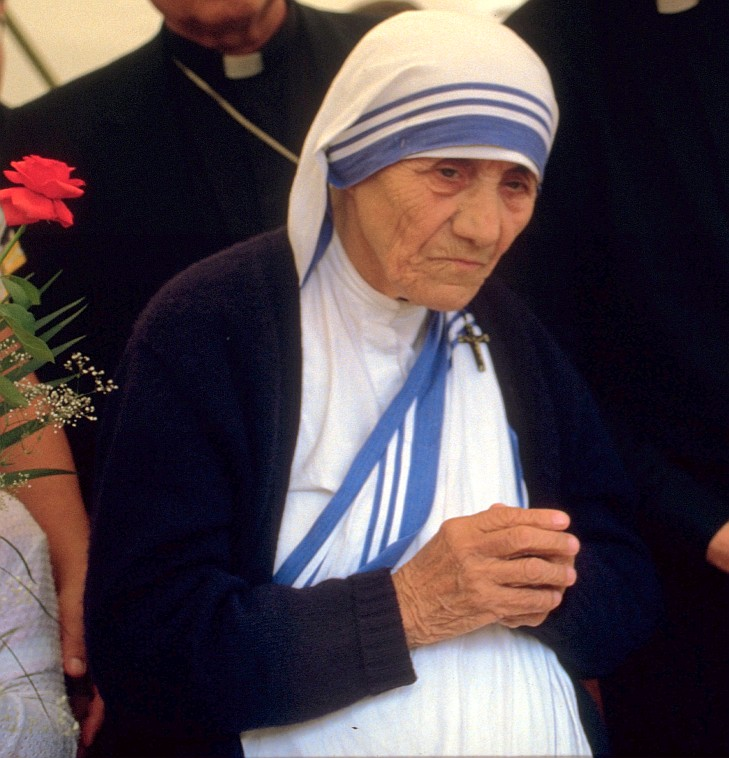
Мать Тереза на митинге против абортов в 1986 году в Бонне, Западная Германия

Тереза получила широкое освещение в СМИ, и некоторые критики считают, что Церковь использовала свой имидж для пропаганды католицизма и отвлечения внимания общественности от церковных скандалов.

## Критика в СМИ
Индийский писатель и врач Аруп Чаттерджи, который работал в одном из домов Матери Терезы, исследовал финансовые дела ордена. В 1994 году два британских журналиста, Кристофер Хитченс и Тарик Али, выпустили документальный фильм на Британском канале Сhannel 4, «Ангел из Ада», а в следующем году Хитченс опубликовал книгу «Миссионерская позиция: мать Тереза в теории и практике», которая была сходна с фильмом и содержала обвинения ордена в зарабатывании денежных средств и пропаганде радикальных религиозных взглядов. В 2003 году Чаттерджи опубликовал «Окончательный вердикт», менее полемический, но все такой же критичный к действиям Терезы. В 2003 году, после того, как Тереза была беатифицирована Иоанном Павлом II, Хитченс продолжил свою критику, назвав её «фанатиком, фундаменталисткой и мошенницей». Он также критиковал католическую церковь за игнорирование показаний доктора Ранджана Мустафи, объяснявшего выздоровление своего пациента современной медициной, а не чудом, связанным с матерью Терезой. Чаттерджи и Хитченс были призваны Ватиканом представить доказательства против Терезы во время её процесса канонизации.
В 2016 году американский социолог, активист и президент католической лиги Билл Донохью написал книгу в ответ на критику Матери Терезы.

## Качество медицинской помощи
В 1991 году Робин Фокс, редактор британского медицинского журнала The Lancet, посетил Калигат — Дом умирающих в Калькутте и охарактеризовал медицинскую помощь, получаемую пациентами, как «бессистемную». Он заметил, что сёстры и добровольцы, многие из которых не имели медицинского образования, самостоятельно принимали решение об уходе за пациентами из-за нехватки врачей в хосписе. Ответственность за такие условия Фокс целиком возложил на Мать Терезу и заметил, что в её ордене не проводится различие между неизлечимыми и излечимыми пациентами, и люди, которые могли бы выжить, рискуют умереть от инфекций и отсутствия лечения. Фокс признал, что наблюдаемый им режим оказания помощи включал в себя чистоплотность, уход за ранами и язвами и доброту, но отдельно отметил, что подход сестёр к облегчению боли пациентов «натуральным образом отсутствует». В учреждении не было сильных анальгетиков, которые, по его мнению, явно отделяли подход Матери Терезы от милосердной сути хосписов. Робин Фокс также писал, что иглы, которые ополаскивали лишь тёплой водой, были недостаточно стерилизованными, и что учреждение не изолировало пациентов с туберкулёзом. Помимо этого был ряд других сообщений, документирующих небрежное отношение к медицинской помощи в Калигате. Аналогичные точки зрения были также высказаны некоторыми бывшими добровольцами, которые работали на орден Терезы. Сама Мать Тереза назвала эти учреждения «Домами умирающих».
В 2013 году во всеобъемлющем обзоре, охватывающем 96 % литературы о Матери Терезе, группа учёных из Университета Монреаля подтвердила вышеупомянутую критику, особо отметив практику миссионерок «нахваливать страдания больных, вместо того, чтобы избавлять от них, … её сомнительные политические контакты, её сомнительное управление огромными суммами денег, которые Тереза получала, и её чрезмерно догматические взгляды, в частности, относительно абортов, контрацепции и развода». Исследователи пришли к выводу, что главной мотивацией Ватикана проигнорировать всю эту массу критики святого образа Матери Терезы послужила эффективно организованная в СМИ кампания по обелению её деятельности, спроектированная католическим противником абортов и журналистом BBC Малькольмом Магриджем, снявшим в 1969 году фильм «Нечто прекрасное для Бога», при съёмках которого было запечатлено одно из «чудес» Матери Терезы.

## Крещение умирающих
По словам Кристофера Хитченса, Мать Тереза поощряла членов её ордена тайно крестить умирающих пациентов независимо от религии человека. Сьюзан Шилдс, бывшая сотрудница «Миссионерок милосердия», пишет, что «Сёстры должны были спросить каждого человека на смертном одре, хочет ли он получить „билет на небеса“, и утвердительный ответ должен был означать согласие на крещение. Сестра должна была сделать вид, что просто охлаждает голову пациента влажной тряпкой, в то время как на самом деле она крестила его, тихо произнося нужные слова. Секретность была важна ещё и потому, что публике не было известно о принудительном крещении сёстрами индусов и мусульман.»
Мюррей Кемптон утверждал, что пациентам не было предоставлено достаточно информации для принятия обоснованного решения о том, хотят ли они креститься, и о богословском значении христианского крещения.
Саймон Лейс, отстаивая эту практику в письме в The New York Review of Books, утверждал, что принудительное обращение в веру является либо благожелательным, либо морально нейтральным.

## Отношение к спорным общественным деятелям
Мать Тереза критиковалась Хитченсом в своих работах за одобрение деятельности Энвера Ходжи, руководителя Социалистической Албании. Она посетила Албанию в августе 1989 года, где была принята вдовой Ходжи, Неджмие, министром иностранных дел Рейсом Малилом, министром здравоохранения Ахметом Камбери, председателем Народного собрания Петром Доде и другими должностными лицами государства. В ходе своего визита она положила букет на могилу Ходжи и возложила венок к статуе Матери Албании.
Монахиня приняла пожертвование от британского издателя Роберта Максвелла, который, как позже выяснилось, растратил 450 миллионов фунтов стерлингов из пенсионных фондов своих сотрудников, но нет никаких предположений, что она знала об этом. Критика также отмечает поведение Агнесы в деле Чарльза Китинга, где Китинг был обвинён в мошенничестве после громких провалов в бизнесе, пожертвовав при этом матери Терезе миллионы долларов и одолжив ей свой частный самолёт для визита в Соединённые Штаты. Обвинения Китинга в последующем были сняты при рассмотрении апелляции и было вынесено суммарное решение. Китинг позже признал себя виновным по четырём пунктам обвинения и был приговорён к уже отбытому сроку.
После того, как премьер-министр Индии Индира Ганди установила авторитарный режим в 1975 году («Чрезвычайная ситуация»), мать Тереза заявила: «Сейчас люди счастливы, потому что появилось много рабочих мест, а благодаря этому нет забастовок». Эти одобрительные комментарии были восприняты как результат дружбы между Терезой и партией Конгресса, и за них же Агнес подверглась критике в том числе за пределами Индии в католических СМИ.
Она поддержала выдвижение Личо Джелли на Нобелевскую премию по литературе. Джелли был известен как глава масонской ложи Propaganda Due, которая была замешана в различных убийствах и громких коррупционных делах в Италии, и имела тесные связи с неофашистским итальянским общественным движением и аргентинскими военными.
В 2017 году журналист-исследователь Джанлуиджи Нуцци в своей книге «Подлинный грех» опубликовал бухгалтерские документы из скандального Ватиканского банка, официально известного как Институт религиозных дел, и показал, что средства, хранящиеся на счёту Матери Терезы, от имени её благотворительной организации делают её крупнейшим клиентом банка и составляют миллиарды. Если бы она разом сняла средства со счёта, банк бы обанкротился.

## Мотивация благотворительной деятельности
Чаттерджи заявил, что публичный образ «помощницы бедных» вводит людей в заблуждение, и что даже самые большие из учреждений Терезы обслуживают всего лишь по несколько сотен человек. В 1998 году в Калькутте работало 200 благотворительных организаций, и «Миссионеры милосердия» не входили в число самых крупных, для сравнения, благотворительная организация «Ассамблея Бога» обслуживала до 18 000 бедных людей ежедневно. Чаттерджи также утверждал, что многие в ордене вообще не занимаются благотворительностью, а вместо этого только тратят средства для миссионерской работы. Например, он заявил, что ни в одном из восьми учреждений в Папуа-Новой Гвинее нет никого, в чьи бы обязанности входило обращать местных жителей в католицизм.
Индуисты иногда обвиняли Мать Терезу в попытке обратить бедных в католицизм «скрытно». Кристофер Хитченс описал организацию Матери Терезы как культ, который лишь способствовал страданиям и не помогал нуждающимся, и что собственные слова матери Терезы о бедности доказали, что она не намеревалась помогать людям. На пресс-конференции 1981 года, на которой её спросили: «Обучаете ли вы бедных стойко переносить их участь?», она ответила: «Я думаю, что это очень красиво для бедных, принять их долю, и разделить страдания вместе с Христом. Я думаю, что миру очень помогает страдание бедных людей».

## Отношение к колониализму и расизму
Австралийская феминистка Жермен Грир называла её «религиозной империалисткой», которая охотится на самых уязвимых во имя сбора душ для Иисуса.
В эссе из сборника «Белые женщины в расовых пространствах» историк Виджей Прашад высказывался о Матери Терезе:
Мать Тереза — это типичный образ белой женщины в колониях, которая спасает тёмных от собственных соблазнов и неудач. [...] Международные СМИ, в которых доминируют евро-американцы, по-прежнему питают колониальные представления о том, что белые народы каким-то образом по-особенному наделены способностью создавать социальные перемены. Когда небелые люди работают в этом направлении, средства массовой информации обычно ищут белых благотворителей или же белых людей, чтобы направлять небелых марионеток. Тёмные не могут действовать по собственному желанию для следования своим собственным интересам, поскольку СМИ, по-видимому, предполагают, что какой-то колониальный администратор, какой-нибудь технократ из IBM или МВФ скажет им, как действовать. Когда дело доходит до спасения бедных, тёмные снова становятся невидимыми, поскольку средства массовой информации, похоже, празднуют только изношенные банальности, такие как Мать Тереза, и игнорируют борьбу этих людей за своё собственное освобождение. Поэтому жизнь такого человека, как Мать Тереза, требует тщательного изучения. [...] Работа Матери Терезы была частью глобального предприятия по смягчению буржуазной вины, а не подлинным вызовом тем силам, которые производят и поддерживают бедность.

## Посмертная критика
Мать Тереза умерла в 1997 году. Несмотря на её просьбу уничтожить все письма, коллекция была посмертно выпущена для публики в виде книги. Её труды показали, что она боролась с противоречивыми чувствами, которые контрастировали с её сильными порывами, присутствовавшими у некогда молодой послушницы. В своих письмах Мать Тереза рассказывает, как на протяжении десятилетий она чувствовала себя оторванной от Бога и ей не хватало рвения, которое вылилось в её усилия по созданию Миссионерок милосердия. В результате этого, по мнению некоторых, она «перестала верить» и была посмертно подвергнута критике за лицемерие. Томас Ривз предполагает, что такая критика демонстрирует принципиальное незнание концепции Духовной сдержанности.
В эпизоде Penn & Teller: Чушь собачья! от Showtime, выпущенном в 2005 году под названием «Святее тебя», Мать Тереза критикуется вместе с Махатма Ганди и 14-м Далай-ламой. Шоу критикует отношения Агнесы с Чарльзом Китингом и семьёй Дювалье, а также качество медицинской помощи в её домах для умирающих. Некоторые из эпизодов рассказывает Кристофер Хитченс. По словам Навина Чавлы, миссионерки милосердия организовали небольшую миссию в Порт-о-Пренс, Через день после того, как Мать Тереза уехала оттуда, невестка Дювалье пожертвовала там всего тысячу долларов, а не один миллион, как сообщалось ранее.
В 2016 году, когда она была канонизирована, Дэн Сэвидж обратил внимание на противоречивые доказательства по поводу её святости и обвинил NPR в подтасовывании чудес Матери Терезы таким образом, чтобы это способствовало удобному толкованию церкви.

## Ответы на критику
Мелани МакДонах считает, что Мать Терезу в значительной степени «критикуют за то, что она не является тем, кем она никогда не была, за то, что она не делает то, что никогда не считала своей работой». Монахиня не была социальным работником и она никогда не обращалась к фундаментальным причинам бедности; «Она не пыталась делать ничего большего, кроме как помогать людям, оказавшимся на обочине социума, будто бы они были самим Христом».
Мари Марсель Текекара отмечает, что после войны за независимость в Бангладеш несколько миллионов беженцев попали в Калькутту из бывшего Восточного Пакистана. «Никто никогда ещё не делал ничего подобного, как орден Матери Терезы, а именно: подбирал нищих и умирающих людей с тротуаров и давал им чистое и спокойное место для достойной смерти».
Навин Чавла отмечает, что Мать Тереза никогда не намеревалась строить больницы, а её целью было создать такое место, куда могли бы обратиться все получившие отказ в приёме в других местах, дабы «люди могли бы умереть, приняв утешение и с некоторым достоинством». Также он считает, что периодические госпитализации Терезы были навязаны ей её работниками против её желания, и оспаривает факты принудительного крещения. «… Те, кто скор на критику Матери Терезы, не могут или не хотят делать что-либо, чтобы помочь людям своими руками».
По словам Марка Вудса, написавшего в «Christian Today»: «Возможно значительным, с точки зрения общественного восприятия Терезы, является мнение среди верующих, что её критики действительно не понимали и не понимают, что она делала. Так, например, критиковать её за то, что она выступает против абортов и контрацепции, значит критиковать её и за то, что она не занимается светской благотворительностью, а этого она никогда и не заявляла».